# 奧拉基/庫克山國家公園
奧拉基/庫克山國家公園位於南阿爾卑斯山脈的東南部，與西部區國家公園、亞斯派靈山國家公園，及峽灣國家公園相鄰。境內有近二十座超過三千公尺的高山，以及多達360條的冰河，其中海拔3,753公尺的奧拉基/庫克山是紐西蘭最高峰，而長達27公里的塔斯曼冰河則是紐西蘭最長的冰河。

## 登山
庫克山是許多登山者嚮往的高山，1894年首度由傑克克拉克（Jack Clarke）湯瑪斯費夫（Thomas Fyfe），喬治格雷漢（George Graham）等三位紐西蘭登山家頂成功，但並非所有人都如幸運，由於其後變化莫測，突來的風暴或雪崩等潛藏的危險，都有可能奪走登山者寶貴的性命。據估計，歷年來已有一百多人死於庫克山山難，可見在此進行高級登山活動的難度。

## 健行
胡克谷步道（Hooker Valley track）長九公里，來回約需3-4小時，是庫克山國家公園最著名的步道。沿途除了有庫克山峰和周圍群峰美景相伴，春下兩季青翠的高山草地上還有如庫克山百合等無數美麗的花朵燦爛相迎。高山紀念碑（Alpine memorial）是眺望山谷景色的絕佳據點，接近穆勒冰河（Mueller Glacier）時還可欣賞高山與冰瀑的壯觀景象。此外，越過胡克河上的吊橋，也是此行的樂趣之一。胡克谷步道的盡頭是終點湖（Terminal Lake），一般遊客多半在抵達這座藍色冰河湖後即按原路折回；往前還有曲折的步道通往胡克小屋（Hooker Hut）。
除胡克谷步道外，此地還有許多短程步道，如終點為高山啄羊鸚鵡角（Kea Point）的高山鸚鵡角小徑，來回三小時，可看到胡克山谷，穆勒冰河與冰河湖，這條步道上還有一條岔路，可通往景致優美的西莉池 (Sealy Tarns)；此外，維克菲爾小徑（Wakefield Track）則是沿著胡克湖而行。

## 外部連結
- 庫克山國家公園 （页面存档备份，存于）